# Ильина, Анна Дмитриевна
А́нна Дми́триевна Ильина́ (исп. Anna Iliná; Anna Ilyina; род. 24 декабря 1964, Уфа) — российский и мексиканский учёный, биотехнолог. Её исследования сосредоточены на биокатализе и энзимологии.

## Биография
Родилась 24 декабря 1964 в Уфе, Башкирская АССР.
В 1982—1990 годах обучалась в Московском государственном университете на химическом факультете, тема кандидатской диссертации — Кинетические закономерности функционирования рецепторно-ферментных систем при длительном введении морфина. В эмиграции после нострификации получила докторскую степень. В 1991—1993 годах работала в Башкирском государственном университете на химическом факультете.
В 1993 году переехала на постоянное место жительства в Мексику, прошла натурализацию в 2012 году.
С 1993 года работает преподавателем и исследователем на факультете химических наук Автономного университета Коауилы.
Анна Дмитриевна Ильина отвечала за более чем 30 проектов Автономного университета Коауилы, которые финансировались Conacyt и частными компаниями. В их числе изучение ферментативных свойств различных растительных продуктов, разработка технологии использования побочного продукта агавы лечугильи для сельскохозяйственных и косметических применений, нанобиотехнологические альтернативы использованию сельскохозяйственных отходов, таких как биотопливо.
Bмеет большой опыт в области экстракции, характеристики и применения белковых молекул (ферменты, клеточные рецепторы и т. д.), а также технологии и инженерии ферментов (иммобилизация, микроинкапсуляция, синтез ксеноферментов). Опубликовала более 55 научных статей в международных специализированных журналах, и 35 в мексиканских.